# Gorzelnia
Gorzelnia – zakład produkujący spirytus surowy (nieoczyszczony alkohol etylowy) metodą fermentacyjną z surowców skrobiowych (np. ziemniaki, zboża) lub innych, np. cukrowych. Surowcami innymi mogą być melasa lub syrop cukrowy, bądź też buraki cukrowe. Obecnie większość gorzelni nie produkuje alkoholu etylowego z ziemniaków ze względu na wysokie koszty produkcji.
Gorzelnie dzieli się na gorzelnie rolnicze, przemysłowe oraz owocowe, różniące się między sobą ilościami produkowanego spirytusu (gorzelnie przemysłowe mają o wiele większą produkcję od gorzelni rolniczych). Gotowy wyrób zawiera około 90% alkoholu etylowego. Produktem ubocznym jest wywar gorzelniczy. Średniej wielkości gorzelnia rolnicza jest w stanie wyprodukować około 2 mln litrów spirytusu rocznie, przemysłowa co najmniej dziesięciokrotnie więcej. Gorzelnie produkują dwa rodzaje spirytusu, spożywczy oraz przemysłowy. Podlegają szczególnemu nadzorowi podatkowemu.

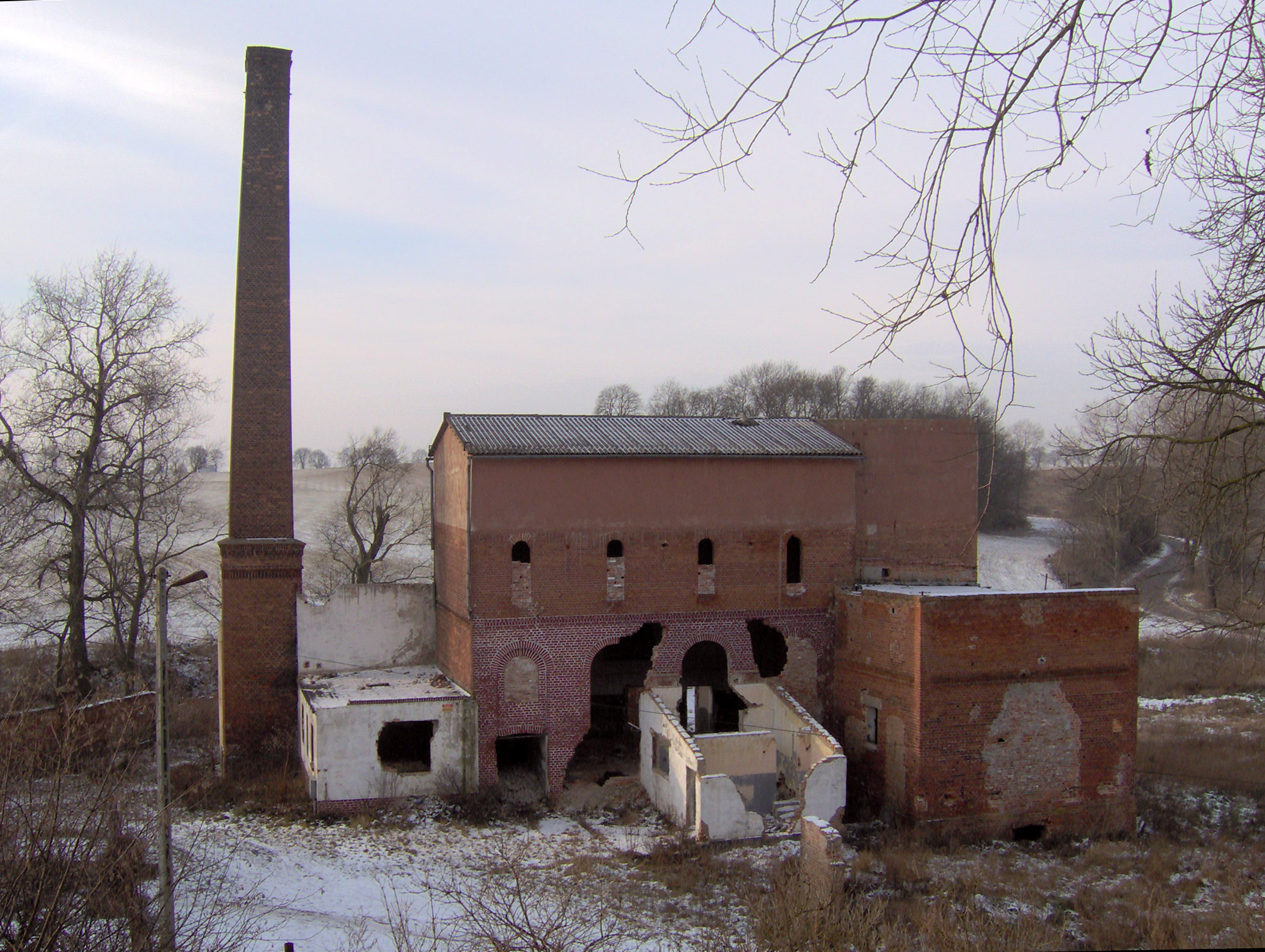
Gorzelnia w Wichorzu
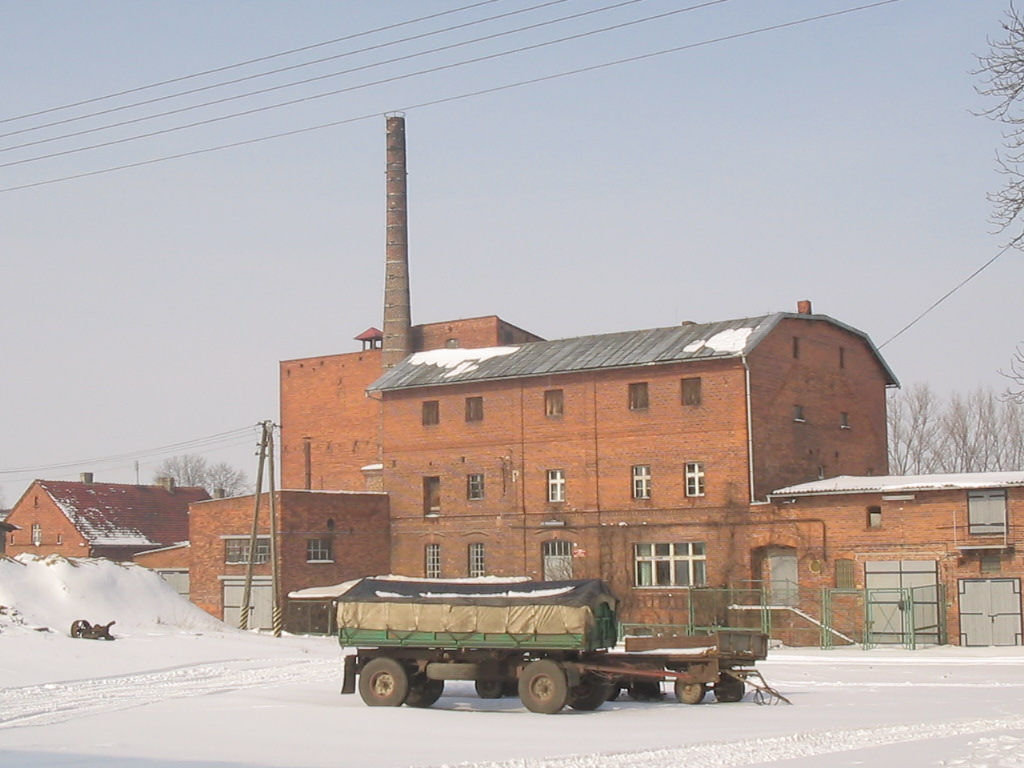
Zabytkowa gorzelnia we wsi Pszeniczna
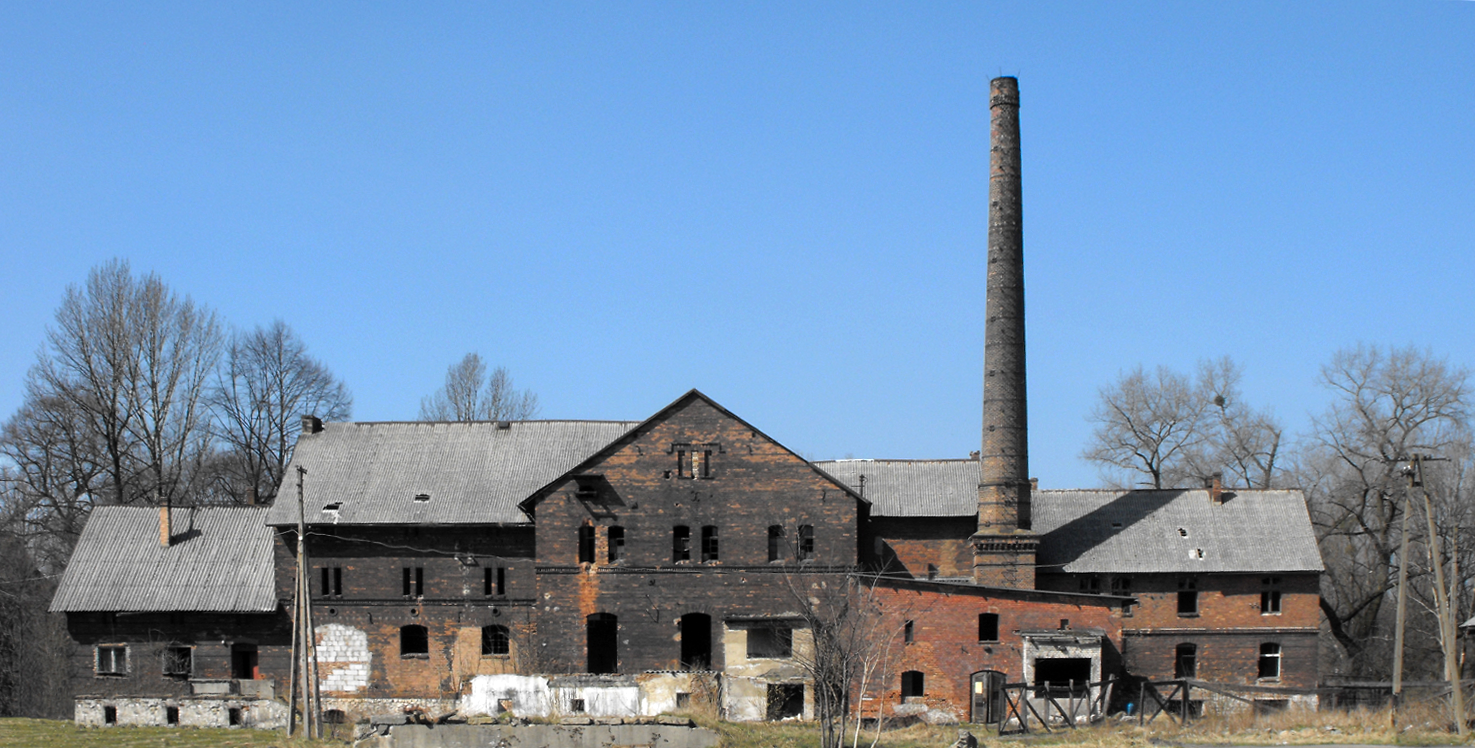
Budynek gorzelni w Mikulczycach
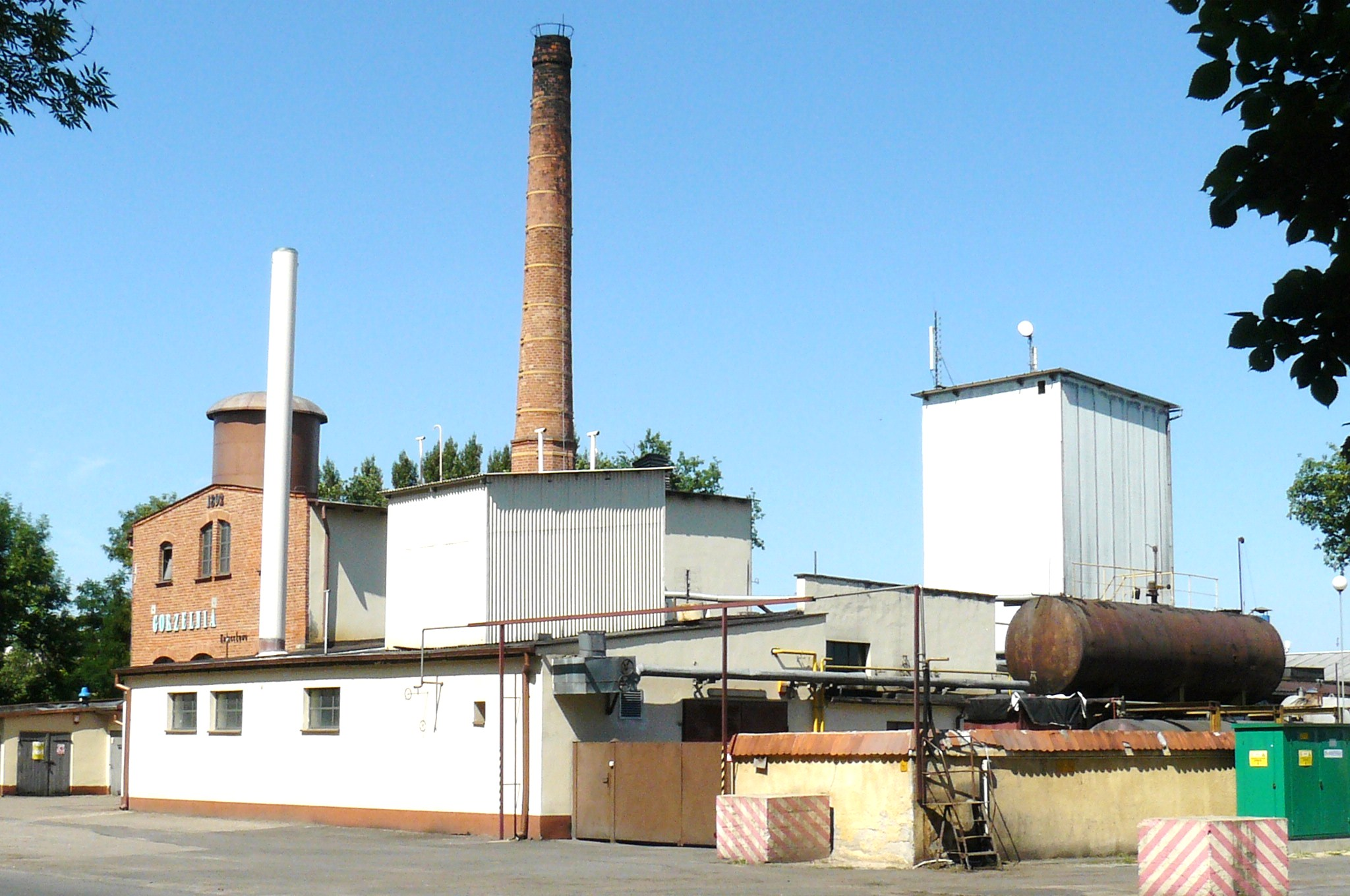
Zabytkowa gorzelnia w Kołaczkowie